# Иван Грк
Иван Грк  (или Иван из Драча, лат. Johannes de Durachio; XIV век) био је српски и/или грчки сликар из Драча.

## Уметничко дело
Иван Грк се спомиње 1388. у Дубровнику где је примао финансијску помоћ како би могао да се бави сликарством. Сликао је зидове по кућама, па се 1389. обавезао Влаху Манчетићу да ће му обојити зидове и осликати унутрашњост куће. Могуће је да је његов син Доменико из Драча (лат. Dominicus filius quondam Johannis de Durachio) који је 1435. учио занат код дубровачког сликара Томе Прекотуровића.
У неким изворима Иван Грк се помиње као "Johannes pictor de Durachio", уз напомену писара "pro pictore Greco", тако да га неки извори убрајају у грчке мајсторе.